# Uzovský Šalgov
Uzovský Šalgov é um município da Eslováquia, situado no distrito de Sabinov, na região de Prešov. Tem 6,43 km² de área e sua população em 2018 foi estimada em 632 habitantes.

## Demografia
| Ano:        | 1994 | 2004   | 2014   | 2024    |
| ----------- | ---- | ------ | ------ | ------- |
| Broj ljudi: | 577  | 570    | 602    | 669     |
| Razlika:    |      | -1,21% | +5,61% | +11,12% |

| Ano:               | 2023 | 2024   |
| ------------------ | ---- | ------ |
| Número de pessoas: | 656  | 669    |
| Diferença:         |      | +1,98% |